# Vikarbodarna och Skatan
Vikarbodarna och Skatan är sedan 2015 en av SCB avgränsad och namnsatt tätort i Sundsvalls kommun Bebyggelsen är belägen längs kusten i Njurunda socken, där SCB före 2015 för området Skatan avgränsade en småort med namnet Skatan. 

## Befolkningsutveckling
| Befolkningsutvecklingen i Skatan/Vikarbodarna och Skatan 2005–2020 | Befolkningsutvecklingen i Skatan/Vikarbodarna och Skatan 2005–2020 | Befolkningsutvecklingen i Skatan/Vikarbodarna och Skatan 2005–2020 | Befolkningsutvecklingen i Skatan/Vikarbodarna och Skatan 2005–2020 | Befolkningsutvecklingen i Skatan/Vikarbodarna och Skatan 2005–2020 |
| ------------------------------------------------------------------ | ------------------------------------------------------------------ | ------------------------------------------------------------------ | ------------------------------------------------------------------ | ------------------------------------------------------------------ |
|                                                                    |                                                                    |                                                                    |                                                                    |                                                                    |
| År                                                                 |                                                                    |                                                                    | Folkmängd                                                          | Areal (ha)                                                         |
| 2005                                                               | 2005                                                               |                                                                    | 64                                                                 | 14#                                                                |
| 2010                                                               | 2010                                                               |                                                                    | 57                                                                 | 14#                                                                |
| 2015                                                               | 2015                                                               |                                                                    | 222                                                                | 121                                                                |
| 2020                                                               | 2020                                                               |                                                                    | 255                                                                | 119                                                                |
| Anm.: Ny tätort 2015. # Som småort.                                |                                                                    |                                                                    |                                                                    |                                                                    |